# Tasso Ham

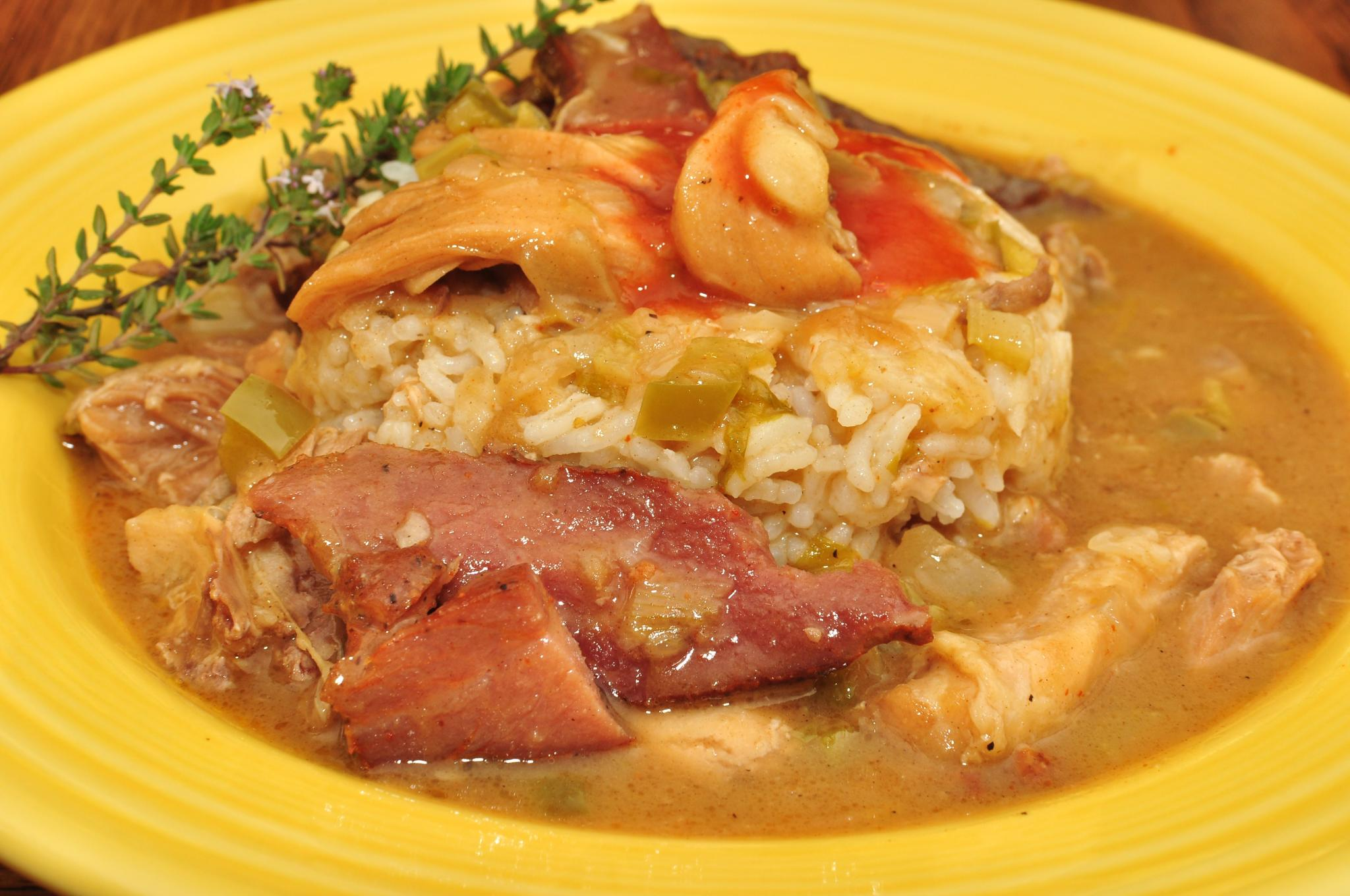
Gumbo mit Tasso, Hühnchen- und Schweinefleisch

Tasso Ham (oder kurz Tasso, deutsch: Tasso-Schinken) ist ein Fleischerzeugnis der Cajun-Küche aus Schweineschulter, die in Scheiben geschnitten, trockengepökelt, stark gewürzt und dann heißgeräuchert wird. Tasso kann wie Schinken verwendet werden, es wird ausschließlich als geschmackgebender Bestandteil verschiedener Eintöpfe verwendet, meistens in Jambalaya oder Gumbo, oder in Hülsenfrüchte- oder Bohnengerichten. Verwendete Gewürze sind Cayennepfeffer, Majoran, weißer Pfeffer und Piment.
Die Wortherkunft ist unklar. Der Begriff Tasso stammt wahrscheinlich vom Louisiana-Französischen Begriff Tasseau für getrocknetes Fleisch, was mit dem spanischen Tasajo (eine Art luftgetrocknetes Fleisch) verwandt sein könnte.